# Heinrich Anton Müller
Heinrich Anton Müller, né en 1865 ou en 1869 et mort le 10 mai 1930 à Münsingen dans le canton de Berne, est un artiste suisse, peintre et sculpteur, un des représentants importants de l'art brut.

## Biographie
Les informations concernant la date et le lieu de naissance de Heinrich Anton Müller sont divergentes : la plupart des sources indiquent le 22 janvier 1869 à Versailles en France, mais selon Harald Szeemann, il serait né à Boltigen dans le canton de Berne en 1865. Malgré son nom aux consonances germaniques, il est un locuteur français et il rédige en français les inscriptions sur ses dessins.
On sait peu de choses sur les premières années de la vie de Müller. Il s'installe dans le canton de Vaud à Corsier-sur-Vevey où il s'est marié ; il exerce le métier de vigneron, et pendant son temps libre, s'occupe de la conception et de la construction de diverses machines destinées à faciliter le travail des viticulteurs. L'une de ses inventions, une machine à greffer la vigne, est brevetée en 1903, mais sans qu'on ait la preuve qu'elle ait été réellement construite. Il n'y a aucune preuve d'activité ou d'intérêt artistique datant de sa jeunesse.
En 1906, Heinrich Anton Müller est atteint de troubles mentaux et interné à la clinique psychiatrique de Münsingen, où il restera jusqu'à la fin de sa vie. Selon le directeur de l'asile, Rudolf Wyss, des symptômes d'un trouble mental étaient déjà évidents auparavant chez lui : Müller « néglige sa famille, ne travaille plus et erre sans but » ; il est la proie de délires et de crises de  mégalomanie, se faisant appeler « Papa Dieu » et « L'Éternel ».
Après une longue phase catatonique qui suit son hospitalisation, Müller commence à s'exprimer artistiquement en 1914. Lors d'une première période de création, il réalise diverses sculptures cinétiques à partir de déchets ; il détruit souvent son propre travail. En 1917, il reçoit une boîte de peinture et commence à peindre et dessiner. Il cesse soudainement toute activité artistique en 1923, sans raison apparente. En 1925, il est atteint d'une grave maladie ; une fois remis, il reprend le dessin. Son état s'aggrave dans les dernières années de sa vie et il passe la plus grande partie de son temps à regarder dans un télescope en papier une sculpture qu'il avait construite à partir de pierres et de terre.
Heinrich Anton Müller meurt en 1930 à l'asile de Münsingen.

## Œuvre
Pour ses sculptures, Heinrich Anton Müller utilise divers déchets (vieux cartons, chiffons) ainsi que des pierres, de la terre et ses propres sécrétions corporelles.
Ses constructions de machines n'ont pas de but utilitaire : constituées de branches, de chiffons et fils de fers qu'il lubrifie avec ses propres excréments, ainsi que de grands rouages, elles cherchent à générer du mouvement. Cet ensemble n'est plus conservé aujourd'hui : il en reste quelques photographies et des descriptions,.
L'œuvre picturale conservée de Müller comprend environ 45 œuvres ; il a peint sur les murs des chambres de l'asile ou utilisé de vieux cartons comme support de peinture. Personnages, animaux et plantes y sont représentés aux côtés de créatures anthropomorphes ; il accompagne ce bestiaire de textes dans des calligraphies élaborées

## Réception
Avec Adolf Wölfli et Aloïse, Heinrich Anton Müller est considéré comme l'un des représentants notoires de l'art brut.
Müller est étudié pour la première fois en 1922 dans l'ouvrage de Hans Prinzhorn, Bildnerei der Geisteskranken : ein Beitrag zur Psychologie und Psychopathologie der Gestaltung, édité à Berlin ; le premier des Fascicules de l'art brut publié par Jean Dubuffet en 1964 présente Müller et plusieurs de ses dessins : Chèvre à clochette, À ma femme j'envoie ce ventre depuis si longtemps qu'elle est privée de moi, Mon cochon s'appelle Rafi,. Des œuvres de l'artiste sont présentées dans diverses expositions, notamment en 1949 à Paris, dans une exposition organisée sous la direction de Jean Dubuffet, et en 1972 à la documenta 5 à Cassel sous la direction de Harald Szeemann dans une section consacrée à l'art des malades mentaux ; plusieurs de ses dessins figurent dans la  Collection de l'art brut à Lausanne.